# I Германски легион
I Германски легион (Legio I Germanica) е легион на римската армия. Той е сформиран през 48 пр.н.е. от Гай Юлий Цезар в гражданската война против Помпей. Както всички легиони на Цезар неговият знак е бик (изключение Legio V Alaudae). Легион I е наричан понякога 'Germanica' (лат. германски).
Легионът е използван през цялата гражданска война и взема участие в битката при Фарсала. След убийството на Цезар, легионът е на страната на Октавиан.
Между 30 пр.н.е. и 16 пр.н.е. легионът е стациониран в провинция Hispania Tarraconensis. Към началото на новото летоброене e преместен в Германия и е подчинен на войската на Друз. От 9 г. до 16 г. вероятно e стациониран в Кьолн. През 16–69 г. негов постоянен лагер е в Бон и остава в Германия.
През 69 г. се включва към Вителий.
През 70 г. по време на въстанието на батавите Легион I е изпратен с Legio XVI Gallica във Ветера наблизо до днешен Ксантен.
След потушаване на въстанието Легион I е слят с Legio VII на Галба в новия Legio VII Gemina (близнак).